# كأس السوبر الألباني 2012
بطولة كأس السوبر الألباني 2012 هي النسخة التاسعة عشر من بطولة كأس السوبر الألباني ، لعب يوم 19 أغسطس 2012 في الاستاد الوطني بتيرانا ، بين فريق تيرانا الفائز بكأس ألبانيا وفريق سكندربيو كورتشه الفائز بالدوري. وقد انتهت المباراة بفوز تيرانا بالمباراة بنتيجة 2–1 ليحصد لقبه الثاني على التوالي والعاشر في تاريخ البطولة.

## التفاصيل
| تيرانا                                                         | 2–1 | سكندربيو كورتشه |
| -------------------------------------------------------------- | --- | --------------- |
| تاكو 40' · راداش 90' (ه.ذ.) · دوشكو 65'، 84' · غيلمان 46'، 90' |     | بلاكو 51'       |

| الحكام المساعدون: رييدي أفدو ريديجير تشوكاي الحكم الرابع: رمزي ساديقو | قوانين المباراة - 90 دقيقة. - 30 دقيقة من الوقت الإضافي إذا لزم الأمر. - ركلات جزاء ترجيحية إذا استمرت النتيجة متعادلة. |